# Panhard & Levassor M4E

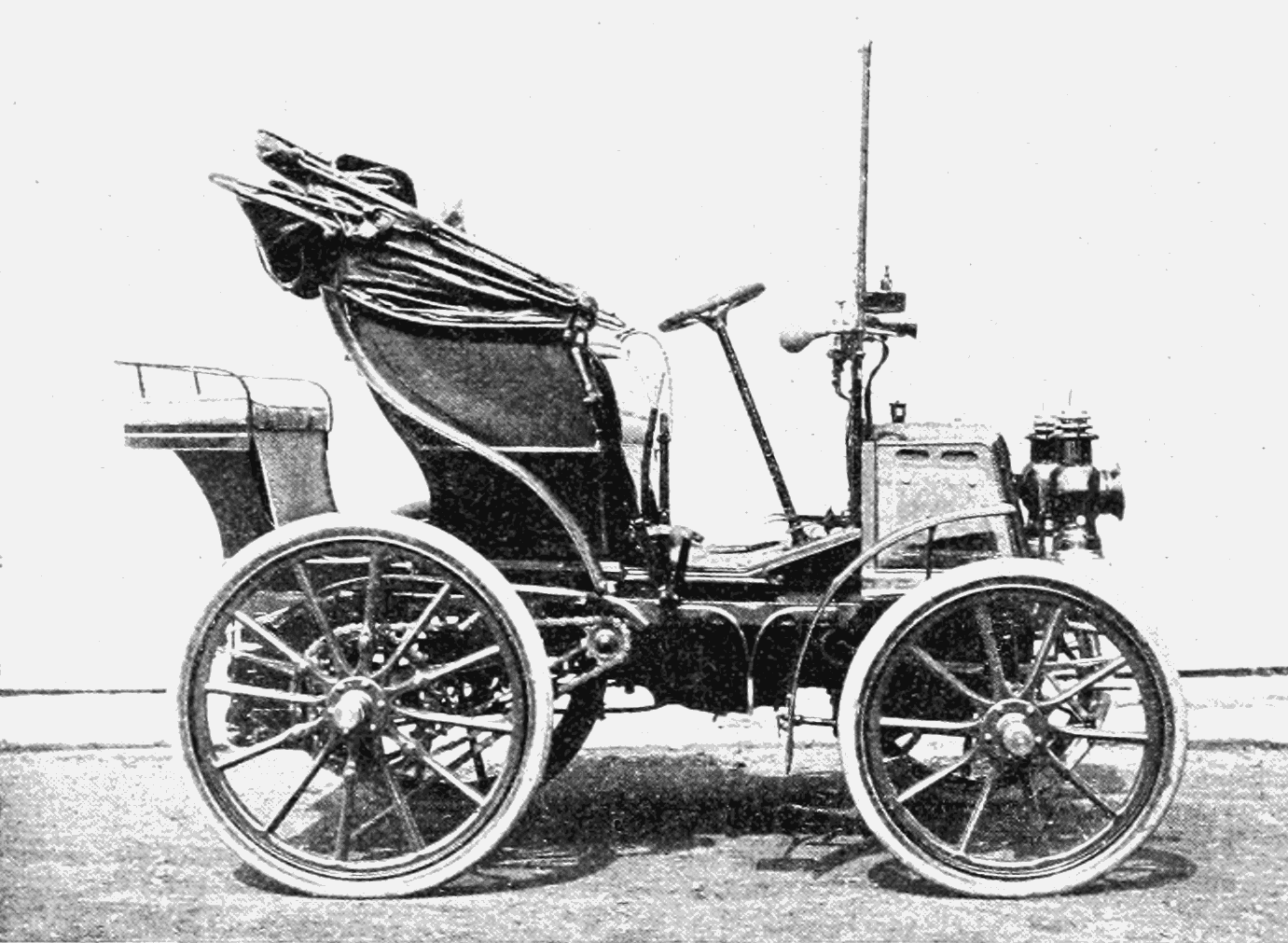
Mit zwei Sitzreihen

Der Panhard & Levassor M4E ist ein Pkw-Modell der 1890er Jahre von Panhard & Levassor in Frankreich.

## Beschreibung
Erst ab 1899 prüfte eine nationale Zulassungsbehörde in Frankreich Kraftfahrzeuge systematisch und stellte Typenbescheinigungen aus. Da der M4E 1896 eingeführt wurde, hat er keine offizielle Typenbezeichnung. Sein Modellname bezieht sich auf den Motor. Das „M“ steht für den sogenannten Phénix-Motor nach einer Lizenz von der Daimler-Motoren-Gesellschaft. Die „4“ zeigt die Anzahl der Zylinder an.
Es ist ein Vierzylinder-Reihenmotor. 80 mm Bohrung und 120 mm Hub ergeben 2413 cm³ Hubraum. Als Leistung wurden 8 CV genannt. Ob diese Angabe eine tatsächliche Motorleistung von 8 PS oder die Einstufung nach Cheval fiscal besagt, ist ungewiss.
Der Motor ist vorn im Fahrgestell eingebaut und treibt die Hinterachse an. Der Radstand beträgt zwischen 180 cm und 265 cm. Bekannt sind die Karosseriebauformen Doppelphaeton, Dos-à-dos, Break, Limousine, Kastenwagen und Kleinbus.
Zwischen Juli und Dezember 1896 wurden vier Fahrzeuge gefertigt; in den Jahren 1897 und 1898 waren es elf bzw. 35, insgesamt also 50 Fahrzeuge. Davon wurden zwei exportiert.
1899 folgte der Type B1/B2 mit einem Motor gleicher Bauart.

## Motorsport
Das Modell wurde auch bei Autorennen eingesetzt.

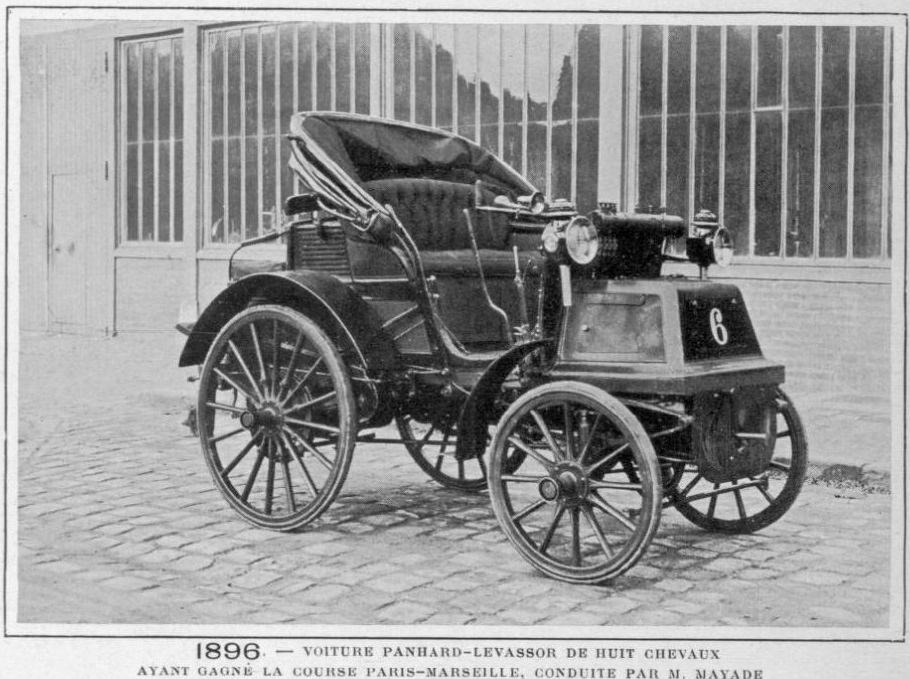
Paris–Marseille–Paris 1896
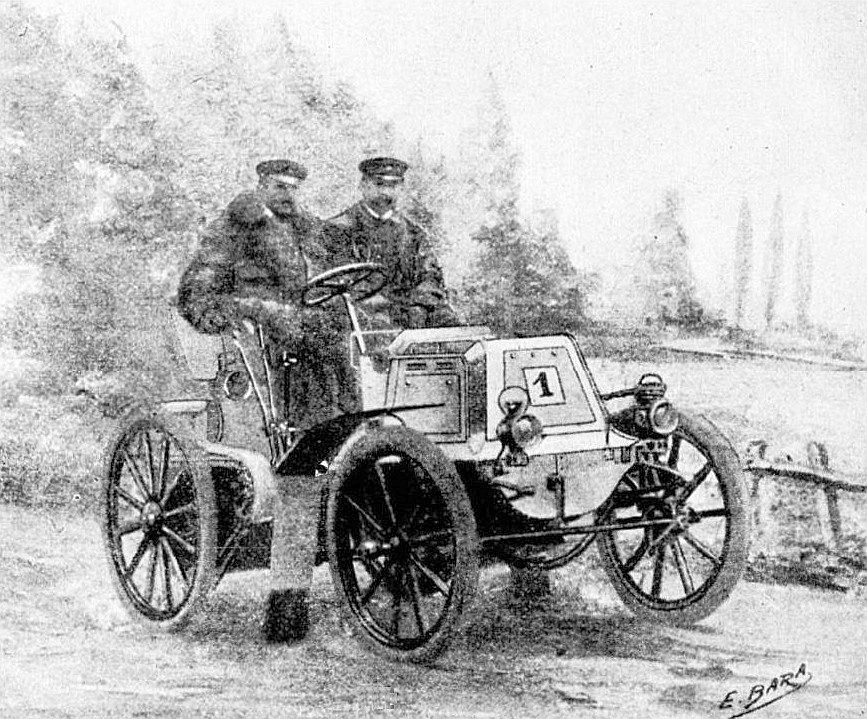
Paris-Amsterdam-Paris